# Es Reboster
Es Reboster és un grup de música de Santa Margalida (Mallorca). Els seus estils són punk-ska, rock i pop. Tenen 2 discs al mercat i el 2010 s'han convertit, amb la cançó "Camí", en la banda sonora de la Volta Ciclista a Catalunya 2010.

## Carrera
Cap a l'any 2000, un grup de joves de Santa Margalida s'ajunten per primer cop amb la il·lusió de fer música. El seu lloc de trobada es Es Reboster, un petit local situat als afores de la localitat que des d'un primer moment dona nom al conjunt. Els inicis no són gaire clars, ni en estil ni en components. La formació actual deriva d'una llarga entrada i sortida de músics que, si bé alguns arriben amb certa experiència, d'altres comencen la seva primera aventura musical.
De la formació inicial, avui en dia perdura en Joan Garau, en Pere Estelrich, na Margalida Pericàs i el seu germà, en Pere Antoni Pericàs. Mesos més tard s'incorpora na Joana Abrines, na Marta Fernández, en Pep Garau, en Biel Perelló i en Miquel Amengual. Durant els primers anys es van definint estils. Encara que des d'un principi arranquen amb la idea de fer ska, a poc a poc es van endinsant cap a uns ritmes més punk-ska, rock i pop, una mescla idònia per a les nits d'estiu. I és que, en el fons, el grup aposta per fer una música ballable, de la que molts puguin gaudir sense necessitat de cita prèvia.
Un dels canvis més significatius es dona l'any 2004, quan es decideix incorporar una segona veu al grup. D'aquesta manera, na Marta abandona els teclats i combina les melodies amb na Margalida. Així, es converteixen en un dels pocs grups que aposten per dues veus femenines principals. Les lletres parlen, sobretot, d'injustícies i reivindicacions socials. Fam, guerra, explotació infantil i immigració són els àmbits on es mouen les paraules del grup.
Tot i la cruesa dels temes, s'intenta donar un toc festiu a les línies melòdiques dels temes. Pel que fa a les llengües, la formació es mou entre el català endèmic, el castellà i l'italià. Hi ha una voluntat general de promocionar i preservar l'idioma de l'illa, però no per això es neguen a introduir altres formes d'expressar-se. Actualment, porten gairebé set anys sobre els escenaris. Tot i que els queda molt per aprendre, han aconseguit xuclar l'experiència i deixar la vergonya de banda.
Han compartit espai amb grups nacionals i internacionals com "Els Pets", "Lax'n'Busto", "Obrint Pas", "Gertrudis", "El Canto del Loco" o "Ska-P", entre d'altres. Només durant el 2006, el nombre de concerts realitzats supera la trentena i no només a Mallorca, sinó a l'illa de Menorca i a les províncies de Barcelona, Girona, Alacant i Castelló. Amb una maqueta (2002) i dos discs baix el braç (Sono quì!, 2006 i Wow, 2009), esperen poder gaudir uns anys més de la música amb la força i alegria d'Es Reboster, un conjunt nascut d'edats, ideologies, estils i maneres de fer diverses.
Amb la seva canço "Cami" van convertir-se en la banda sonora de la "Volta Ciclista a Catalunya 2010".

## Discografia
- Sono qui! (2006)

1. Què en farem?
2. Un món insegur
3. Lliure
4. Mar-roc
5. Esclaus de guerra
6. Immigrant
7. Suerte
8. Sa roqueta
9. Ira
10. Black & White
11. Sono qui!
12. Nit d'estiu

- Wow (2009)

1. Dona
2. 5:32
3. Sol·licitud
4. Baile
5. Insomni
6. Màgia
7. Camí
8. Ruleta
9. Malcriada
10. 9 món
11. Miralls
12. Wow

## El grup
El grup està format per:
Margalida Pericàs - Veu

Pere Antoni Pericàs - Veu

Miquel Amengual - Bateria

Joan Garau - Baix

Pep Garau - Trompeta

Lluis Garcia - Trompeta

Vicenç Moltó - Trombó

Albert Sierra - Percussions

Esther Muntaner - Teclat

Joana Abrines - Guitarra

Pere Estelrich - Guitarra